# 日本映画学会
日本映画学会（にほんえいががっかい）は、映画研究を主目的とする日本の学会。2005年12月に、映画研究者の相互交流と映画学のより一層の深化と普及をはかるべく、自由な学問交流の場となることを目途として、加藤幹郎が中心となって設立した。日本学術会議協力学術研究団体。英語名は、The Japan Society for Cinema Studies（JSCS）。

## 事業
大会、例会をそれぞれ年１回行うとともに、研究会などのイベントを不定期に開催している。また、学会誌『映画研究　Cinema Studies』を年１回発行するとともに、『日本映画学会会報　JSCS Newsletter』を年3回、『大会報告集』、『例会報告集』をそれぞれ年1回発行している。

## 学会誌
- オンライン版『映画研究 Cinema Studies』巻号一覧 - J-STAGE